# Havok (software)
Havok Game Dynamics SDK, o più semplicemente Havok, è un kit di sviluppo software per motori fisici (in particolare dedicati alla simulazione dinamica) impiegato in applicazioni ludiche (videogiochi) sviluppato dalla Havok, Inc.
Permette la simulazione, in tempo reale, di alcune delle leggi fisiche che regolano la realtà (come la gravità, gli urti, il galleggiamento) applicandole alle entità che interagiscono in un ambiente virtuale, permettendo esperienze di gioco realistiche.
Grazie all'uso di questo Kit di Sviluppo i programmatori possono delegare la simulazione della fisica di gioco all'Havok e concentrarsi sullo sviluppo vero e proprio del gioco.
Il 2 ottobre 2015, Havok viene acquistata da Microsoft. Il software si unirà ai tools di sviluppo di Microsoft per gli sviluppatori, insieme a DirectX 12, Visual Studio e Microsoft Azure.